# Tullgarns naturvårdsområde
Tullgarns naturvårdsområde är ett naturreservat i Södermanland. Området betraktas enligt miljöbalken sedan 1999 som naturreservat och gränsar i sydost till Tullgarns naturreservat. Tullgarns naturvårdsområde har ett areal om 805 hektar i Södertälje kommun och 1755 i Trosa kommun. Reservatet utgörs av omgivningarna kring Tullgarns slott och ligger omkring fem kilometer öster om Vagnhärad. 
Tullgarnsområdet  är ett exempel på ett sörmländskt kustnära herrgårdslandskap med odlingslandskap, skogar och vattenområden. Tullgarnområdet har en varierad natur men kännetecknas av en rik förekomst av lövträd där särskilt de ädla lövträden utgör ett dominant inslag. Här finns de flesta naturtyper som kan förekomma i östra Svealand. Inom området finns hagmarker, strandängar och lövlundar som är av stort botaniskt intresse. Tillsammans med Tullgarns naturreservat har totalt 1475 ha skyddats i Södertälje kommun. Tullgarns slottsområde ligger utanför och ingår inte. 